# At-Tūr (Sure)
At-Tūr (arabisch الطور at-Tūr ‚Der Berg‘) ist die 52. Sure des Korans, sie enthält 49 Verse. Die Sure gehört in die erste mekkanische Periode (610–615), ihr Titel bezieht sich auf den ersten Vers.
Ähnlich wie zu Beginn vieler anderer Suren bestehen die ersten sechs Verse nach der einleitenden Anrufungsformel (Basmala) aus einer Reihe von Schwüren, die den jüngsten Tag ankündigen. Nach der Bestrafung der Ungläubigen in der Hölle bis Vers 16 folgt die Belohnung der Gottesfürchtigen im Paradies in Vers 17–28. Der Teil ab Vers 29 setzt sich ausführlich mit den Widersachern des Propheten auseinander, die seine koranische Botschaft für persönliche Dichtung halten. Die letzten zwei Verse rufen Mohammed zur Geduld und zum Lobpreis Gottes auf.